# Rally van de Verenigde Staten
De Rally van de Verenigde Staten was de Noord-Amerikaanse ronde van het wereldkampioenschap rally. Twee verschillende rally's in de Verenigde Staten hebben deel uitgemaakt van de WK-kalender, eerst namelijk de Press-on-Regardless Rally in 1973 en 1974, en later de Olympus Rally van 1986 tot en met 1988.

## Press-on-Regardless Rally

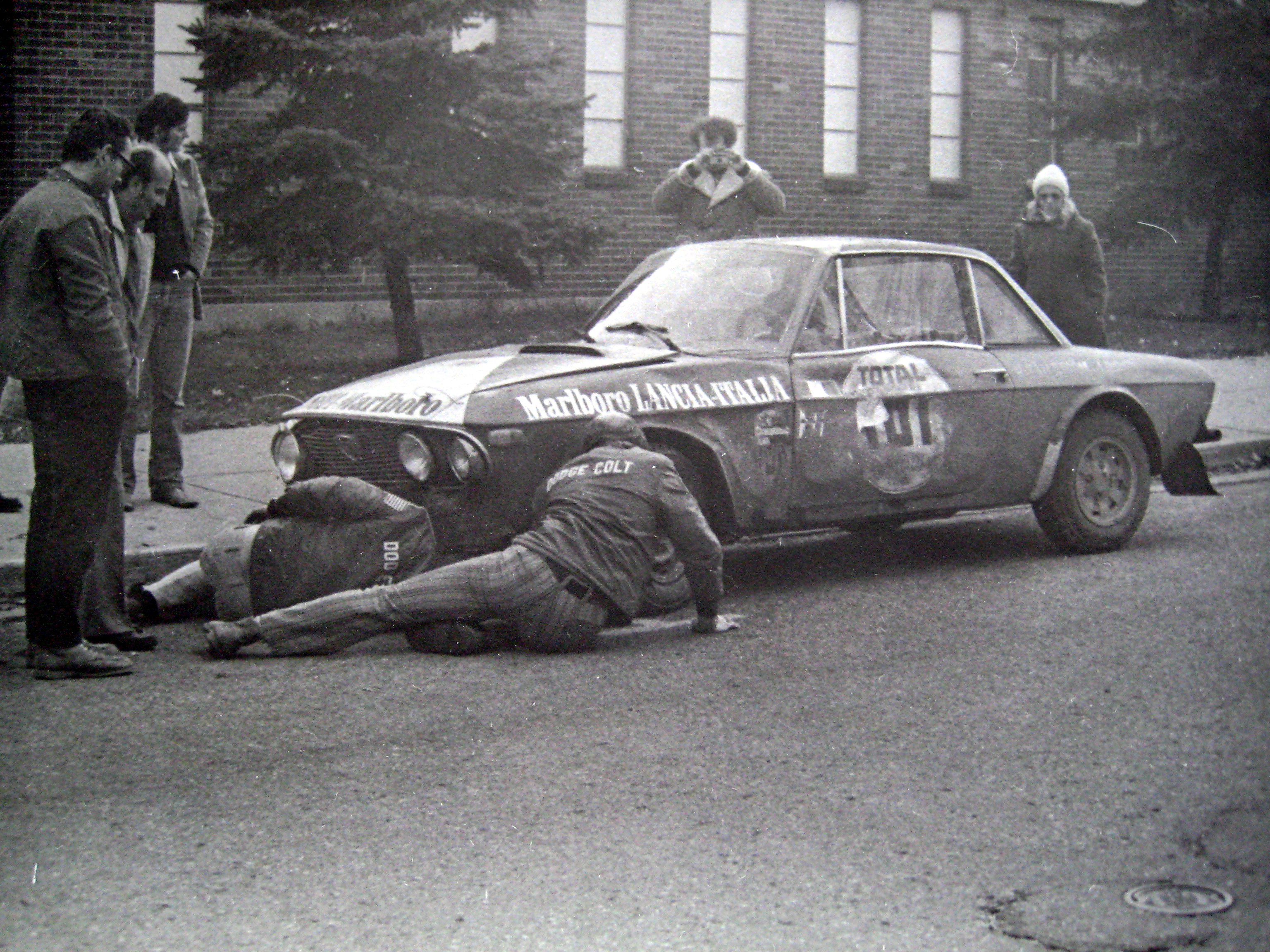
Een foto tijdens de (pre-WK) Press-on-Regardless in 1972, waar Harry Källström sleutelt aan zijn Lancia Fulvia

De Press-on-Regardless Rally werd door de Sports Car Club of America georganiseerd in de regio van Detroit. Het evenement werd in 1949 voor het eerste gehouden, toen nog als een 24 uur durende tijd-snelheid-afstandsrally. Sinds 1969 werd het echter een moderne rally bestaande uit klassementsproeven. In 1972 maakte de rally deel uit van het internationaal kampioenschap voor constructeurs en in 1973 kreeg het een plaats op de kalender van het nieuwe wereldkampioenschap, een status die het behield voor het 1974 seizoen. Hierna is het enkel nog een nationaal evenement geweest.

### Lijst van winnaars
| Editie | Seizoen | Rijder           | Navigator            | Auto               |
| ------ | ------- | ---------------- | -------------------- | ------------------ |
| 26     | 1974    | Jean-Luc Thérier | Christian Delferrier | Renault 17 Gordini |
| 25     | 1973    | Walter Boyce     | Doug Woods           | Toyota Corolla     |

## Olympus Rally

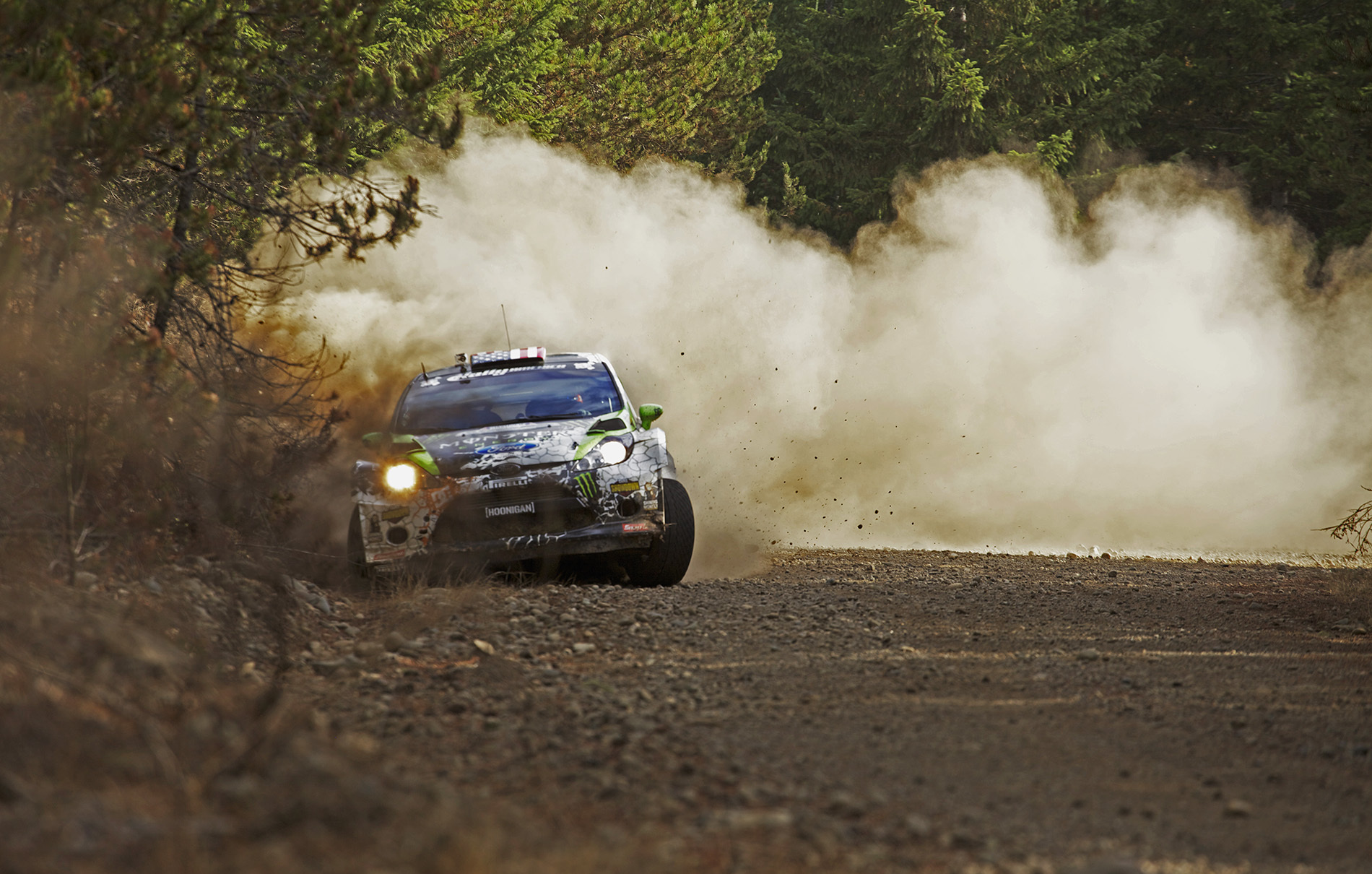
Ken Block actief in de Olympus Rally van 2012

De Olympus Rally is een rally verreden in de staat Washington, voor het eerst gehouden in 1973, en in 1985 georganiseerd als kandidatuur-evenement voor een plek op de WK-kalender. Die editie kwam op naam van de Fin Hannu Mikkola in de debuterende Audi Sport quattro E2. Met hoofdsponsor Toyota achter zich, wist het evenement een plaats te bemachtigen op de kalender van het 1986 seizoen, en werd dat jaar ingedeeld als afsluiter van het seizoen. Hierna werd de rally verplaatst naar een zomerdatum, maar een grote populariteit wist het echter nooit te vergaren, en voor het 1989 seizoen verdween de rally alweer van de kalender. Dit is tot op heden nog steeds de laatste poging geweest om Noord-Amerika deel uit te laten maken van het WK rally.
De rally werd nieuw leven ingeblazen in 2006 en maakt sinds 2007 deel uit van het nationaal kampioenschap in de Verenigde Staten.

### Lijst van winnaars
| Editie | Seizoen | Rijder         | Navigator       | Auto                   |
| ------ | ------- | -------------- | --------------- | ---------------------- |
| 23     | 1988    | Miki Biasion   | Tiziano Siviero | Lancia Delta Integrale |
| 22     | 1987    | Juha Kankkunen | Juha Piironen   | Lancia Delta HF 4WD    |
| 21     | 1986    | Markku Alén    | Ilkka Kivimäki  | Lancia Delta S4        |